# Jonas Savimbi
Jonas Malheiro Sidónio Sakaita Savimbi (Munhango, 3 de agosto de 1934 – Lucusse, 22 de fevereiro de 2002) foi um sociólogo, político e guerrilheiro angolano, líder da União Nacional para a Independência Total de Angola (UNITA) durante mais de trinta anos.
Durante a luta pela independência e a guerra civil teve, em diferentes fases, o apoio dos governos dos Estados Unidos da América, da República Popular da China, do regime do apartheid da África do Sul, de vários líderes africanos e de mercenários estrangeiros. Savimbi passou grande parte de sua vida a lutar primeiro contra a ocupação colonial portuguesa e, depois da independência de Angola, contra o governo angolano.
Savimbi foi apelidado Galo Negro e Jaguar Negro dos Jagas.

## Biografia
Jonas Malheiro Sidónio Sakaita Savimbi nasceu a 3 de agosto de 1934, na vila-comuna de Munhango, uma localidade pertencente ao município do Cuemba, na província Bié. Seu pai era Lotte Malheiro Savimbi, um funcionário da Companhia do Caminho de Ferro de Benguela e também pastor da Igreja Evangélica Congregacional em Angola (IECA). Sua mãe era Helena Mbundu Sakaita Malheiro Savimbi, trabalhadora doméstica. Os pais eram originários de Chilesso, uma aldeia de Andulo, na mesma província, pertencentes ao grupo bieno da etnia ovimbunda. Sakaita Savimbi — pai de Lotte, avô de Jonas — esteve envolvido nas batalhas contra os portugueses na Segunda Guerra Luso-Ovimbundo em 1902.

### Juventude
Jonas Savimbi passou a sua juventude em Chilesso, onde frequentou o ensino primário e parte do ensino secundário em escolas da IECA. Como naquele tempo os diplomas das escolas protestantes não eram reconhecidos, repetiu a parte secundária no Huambo, numa escola católica mantida pelo Instituto dos Irmãos Maristas.
Destacou-se academicamente e foi elegível para uma bolsa de estudos providenciada pela IECA estadunidense para concluir o ensino secundário e estudar medicina na Universidade de Lisboa, em Portugal, a partir de 1958. Não conseguiu matricular-se em medicina devido à recusa de frequentar o curso liceal obrigatório de "Organização Política Nacional", sustentado no espírito do salazarismo e do lusotropicalismo colonialista. O período em Lisboa, entretanto, lhe serviu para entrar em contacto com um grupo de estudantes angolanos vinculados ao Partido Comunista Português que propagavam em segredo a descolonização e discutiam a fundação de uma organização de luta anticolonial. Encontrou-se particularmente com Agostinho Neto, já uma importante liderança anticolonial, e que posteriormente se tornaria o primeiro presidente de Angola independente.
No período em Portugal, demonstrou ser um orador carismático e um organizador capaz, porém já demarcando fortemente sua concepção de luta revolucionária armada (só anos depois abarcaria o maoísmo) que incluía elementos de negritude. O destaque que ganhou no período foi monitorado pela Polícia Internacional e de Defesa do Estado (PIDE), que passou a ameaçar Savimbi de prisão, inclusive o encarcerando por uma semana e depois o encarcerando e espancando por sua associação com grupos comunistas e pan-africanistas. Em 1960 refugiou-se na Suíça com ajuda de comunistas portugueses e franceses. A partir de contactos obtidos por intermédio da IECA, conseguiu uma segunda bolsa de estudos universitária dada pela Sociedade de Missionários Protestantes de Zurique.
Como a Suíça reconheceu os seus estudos secundários como completos, iniciou a licenciatura em ciências sociais e políticas na Universidade de Friburgo, formando-se em sociologia. Savimbi aproveitou a sua estadia na Suíça para aperfeiçoar o seu domínio do inglês e do francês, línguas que chegou a falar fluentemente. Manteve uma rede de contactos políticos com outros estudantes africanos e ativistas anticoloniais em Lausana, Champex e Genebra, que lhe apresentaram a Holden Roberto em agosto de 1960. Roberto, já considerado uma figura central na militância anticolonial em Angola, convidou Savimbi a juntar-se à União das Populações de Angola (UPA), que posteriormente tornou-se Frente Nacional de Libertação de Angola (FNLA). A intermediação para a filiação formal à FNLA/UPA foi dada, em 1961, por Tom Mboya e Jomo Kenyatta.

### Luta anticolonial
Savimbi tornou-se membro da liderança da FNLA/UPA no exterior, com Roberto lhe garantindo extensos contactos entre os dirigentes africanos, o ocidente, a China e as Nações Unidas. Em novembro de 1961 viajou para Quinxassa para assumir como secretário-geral da FNLA/UPA. Na formação do Governo Revolucionário de Angola no Exílio (GRAE) em 1962, Savimbi recebeu o cargo de Ministro dos Negócios Estrangeiros. Mostrou excelentes habilidades diplomáticas, período em que passou a fortalecer seus contactos com a China e o Egito. As divergências com Roberto começaram a aparecer em função do conservadorismo e do tribalismo que este impunha aos rumos da FNLA/GRAE, completamente em desacordo com as opiniões de Savimbi, ainda um nacionalista de esquerda e republicanista radical. Outro ponto era a ambição de Savimbi por maior protagonismo no GRAE.
Em 1964, Savimbi, como representante do GRAE, visitou Pequim. Nesta cidade chinesa, estudou a metodologia de guerrilha rural maoísta e teve garantias de assistência militar do país. Retornou à Suíça e, no mesmo ano, com António da Costa Fernandes (ou Tony Fernandes), começou a elaborar os esboços da UNITA. O acrônimo do partido, inclusive, veio do empréstimo do nome do periódico comunista italiano L'Unità, remetendo a uma aspiração de "unidade de povos e lutas". Em julho de 1964, Savimbi rompeu com Roberto, acusando-o de passividade e traição à revolução, e deixou a FNLA e o GRAE. Tentou aproximar-se de Viriato da Cruz e de Agostinho Neto, no intuito de ingressar no Movimento Popular de Libertação de Angola (MPLA). O projeto foi apoiado pela União Soviética, que via em Savimbi um bom candidato para a vice-liderança de Neto, e um possível sucessor. Chegou a filiar-se à Juventude do Movimento Popular de Libertação de Angola (JMPLA) e receber treinamento na famosa base de Calunga do MPLA, no Congo-Brazavile, entre julho e setembro de 1964. Seu projeto de militância no MPLA, no entanto, não foi adiante pelas divergências ideológicas com o marxismo-leninista "modernizante" de Neto, Lúcio Lara e Mário Pinto de Andrade em contraposição ao seu pensamento maoísta "tradicionalista" camponês. No segundo semestre de 1965 Savimbi retoma seu projeto político e atribuiu a Tony Fernandes a tarefa de recrutar e fazer parte da delegação dos primeiros quatorze militantes da futura UNITA enviados para a Tanzânia e Zâmbia para receber treinamento em táticas maoístas e guerrilha rural.
Com o retorno dos militantes já formados — conduzidos por Savimbi em uma longa marcha da Tanzânia, passando pela Zâmbia até o leste de Angola, fazendo recrutamento de base rural — o panorama estava totalmente favorável à fundação oficial da UNITA. O partido foi formalmente fundado por Savimbi e Tony Fernandes, com a presença de mais duzentos delegados, em 13 de março de 1966, em Muangai, na província do Moxico. No mesmo ano a UNITA começa a luta armada contra Portugal. As milícias partidárias "Capocolas", fundadas no início do ano de 1966, são por ele convertidas num exército leve, mas ainda bastante precário, as Forças Armadas de Libertação de Angola (FALA). Savimbi reforça a parceria com a Tanzânia, a Zâmbia, o Egito e a China a partir de 1967, lançando bases de uma guerrilha rural maoísta no leste angolano.
Uma série de cálculos políticos e militares errados em 1967 fizeram com que seu mais importante aliado regional, a Zâmbia, rompesse com a UNITA e passasse a apoiar unicamente o MPLA. Inclusive chegou a ser preso por dez dias em Lusaca, somente saindo por intervenção do presidente egípcio Gamal Abdel Nasser que lhe garantiu exílio no Cairo. Teve que ficar em exílio até 1968, o que enfraqueceu sobremaneira a UNITA. A partir deste ponto a política savimbista começa a pragmatizar e entrar em contradições quando firma um pacto de colaboração e não-agressão para combater o MPLA, intermediado pelo militante "Edmundo Rocha" Sabino Sandele, com o brigadeiro José Manuel Bettencourt Rodrigues e com o marechal Francisco da Costa Gomes, responsáveis pela PIDE portuguesa e o Exército Português no leste angolano. A denominada "Operação Madeira" permitia que os portugueses continuassem a explorar economicamente a zona sob domínio da UNITA, rendendo ao partido somas financeiras e equipamentos de combate para enfrentar o MPLA no leste e sul angolano. A Operação Madeira duraria até a troca de comando no lado português, em abril de 1973, com a vinda de Abel Hipólito. Este revogou o acordo secreto e lançou a "Operação Castor", com as tropas coloniais atacando e cercando a UNITA.
A aliança com os portugueses e sequência de derrotas militares (a partir de 1973) levantaram o primeiro foco de fragmentação política da UNITA. Surgiu uma divisão interna crescente entre Savimbi e a influente família Chingunji, levando a uma série de emboscadas e assassinatos misteriosos que atingiram nos anos seguintes Samwimbila Chingunji, Estevão Jonatão Chingunji, Violeta Jamba, Dino Chingunji, Alice Chingunji e Kafundanga Chingunji, além de outros membros da família. Tal divisão formaria ao longo dos 20 anos seguintes duas virtuais alas: a de Jamba, liderada por Savimbi, e a do Planalto (ou ala do Huambo), liderada por Tito Chingunji.
Na sequência da Revolução dos Cravos que derrubou a ditadura de Marcello Caetano (após a morte de António de Oliveira Salazar em 1970), Portugal anunciou em abril de 1974 a sua intenção de abdicar das suas colónias. Savimbi posicionou o partido como o primeiro a estabelecer um acordo de cessar-fogo público com Portugal. Passou também a adotar uma política de "comunidade plurinacional luso-angolana", acenando um integracionismo com os portugueses. Mesmo com tal esforço, a aliança dos lusitanos com a UNITA foi desfeita por completo, com Portugal dando apoio velado a partir do segundo semestre de 1974 ao MPLA por desconfianças com a posição ideológica dúbia de Savimbi — ora plurirracial, ora tribalista. Embora a UNITA fosse à partida o movimento mais fraco, Jonas Savimbi decidiu engajar-se nas negociações diplomáticas, confiando na sua base social e nos seus apoios externos. Em janeiro de 1975 participou das negociações de Mombaça e depois do Acordo do Alvor. Porém, em fevereiro de 1975, reiniciaram as hostilidades entre os movimentos nacionalistas pela conquista do poder. Com tal desfecho, Savimbi começou a negociar uma aproximação da UNITA com o regime do apartheid da África do Sul e com os Estados Unidos, intermediado pelo presidente zambiano Kenneth Kaunda (reconciliado com a UNITA), que renderam ao partido treinamento, equipamentos e armas em dimensões nunca conseguidas anteriormente, dentro da Operação IA Feature.

### Protagonista da Guerra Civil

Ronald Reagan e Jonas Savimbi na Casa Branca.

Numa fase inicial da Guerra Civil Angolana, as forças da FNLA e da UNITA, apoiadas principalmente pelo Zaire e pela África do Sul, obtiveram uma clara vantagem sobre o MPLA que teve apenas um certo apoio da parte de militares portugueses "reconvertidos". A situação mudou radicalmente quando Cuba decidiu intervir militarmente a favor do MPLA, com o suporte logístico da União Soviética. Na data marcada para a independência, a 11 de novembro de 1975, o MPLA dominava a capital, o litoral e a parte setentrional de Angola, conseguindo declarar a independência em Luanda, sendo imediatamente reconhecido a nível internacional como o governo legítimo.
Face a este cenário político-militar, Jonas Savimbi fez uma aliança com a FNLA; juntos, os dois movimentos declararam, na mesma data e de forma simultânea, a independência de Angola no Huambo e no Ambriz e formaram a República Popular Democrática de Angola. Porém, as forças conjuntas do MPLA e de Cuba conquistaram rapidamente a parte maior da metade austral de Angola. O governo conjunto da FNLA e da UNITA, que não havia sido reconhecido por nenhum país dado as denúncias no exterior pela aliança com os estadunidenses e o regime sul-africano, dissolveu-se em fevereiro de 1976. A FNLA retirou-se por completo do território angolano e foi incapaz de fazer qualquer oposição armada relevante contra o MPLA. Com a derrota militar, Savimbi conduziu seus militantes na "Longa Marcha" até a base partidária de Sandona (Moxico). Lá, Savimbi realizou uma conferência da UNITA na qual, em 10 de maio de 1976, foi lido o "Manifesto do Rio Cuanza", onde declarava estar disposto a conduzir "vitoriosamente" a guerra, listando como inimigos o MPLA, Cuba e União Soviética.
Em 1977, no IV congresso ordinário do partido, Jonas Savimbi decidiu que a UNITA não deveria abandonar a luta e, a partir de bases no leste e sudeste de Angola, recomeçou de imediato a guerrilha contra o governo comandado pelo MPLA — iniciando assim a segunda fase da Guerra Civil Angolana. Savimbi retirou a UNITA da zona do rio Lungué-Bungo, e criou uma pequena capital para a UNITA em Jamba do Cuando, que contava com escolas, hospitais, aeroporto e centros de suprimentos militares. O local, no extremo sudeste angolano, contava com a garantia de defesa antiaérea sul-africana. Utilizando a África do Sul, o apoio financeiro e militar da gestão estadunidense de Ronald Reagan garantiu enormes somas de dinheiro à Savimbi a partir de 1981. Em Jamba, por influência dos Estados Unidos, Savimbi chegou a organizar o Jamboree Internacional Democrata, em 1985, um consórcio que reuniu grupos guerrilheiros financiados pela CIA, como os mujahideens do Afeganistão, os renamenses de Moçambique, os contras da Nicarágua e os quemer vermelhos do Camboja.
A partir da década de 1980, com o gradual afastamento do campo da esquerda, a estrutura da UNITA foi tomando características cada vez mais fortes de uma ideologia anticomunista, com exacerbado patriarcalismo, militarismo e um culto à personalidade de Savimbi (chamado de "Mais-Velho"). Atos de extrema violência eram desencadeados diante das mais pequenas manifestações de deslealdade ao líder. Às vezes, os assassinatos eram realizados usando rituais tribais e místicos, numa tentativa de associar a imagem de Savimbi a um culto místico e de invulnerabilidade. Alguns dos fatos mais notórios ocorreram nos anos de 1981 e 1982 quando dois episódios de purga interna partidária, coletivamente chamadas de "Queima das Bruxas" ou "Setembro Vermelho", ordenadas por Savimbi, levaram a acusação de feitiçaria contra diversas pessoas – sobretudo mulheres e crianças –, onde foram queimadas vivas na Jamba. Jorge Sangumba, Navimbi Matos e Waldemar Chindondo foram alguns dos notórios mortos no episódio. As denúncias de tais acontecimentos vieram a público por influência de Florbela Malaquias, rompida com o partido por causa do Setembro Vermelho.
Na década de 1990 novamente a liderança de Savimbi e da ala da Jamba foi posta em questão. Seguiu-se uma purga interna que atingiu definitivamente a ala do Planalto, vitimando os nomes de Wilson dos Santos e Tito Chingunji. Outros nomes também perseguidos no período foram os de Ana Paulino Savimbi (enterrada viva) e Samuel Chiwale, mas este não chegou a ser assassinado. A denúncia pública de mais uma purga interna partidária levada a cabo por Savimbi enfraqueceu definitivamente a sua ligação com os Estados Unidos e levou a formação de diversas alas e tendências no partido, inclusive com a desfiliação de Tony Fernandes, seu aliado mais antigo. A ideologia tribalista savimbista dominou os rumos UNITA até 2002, inclusive com a expulsão de praticamente todos os quadros não-ovimbundos da liderança do movimento.

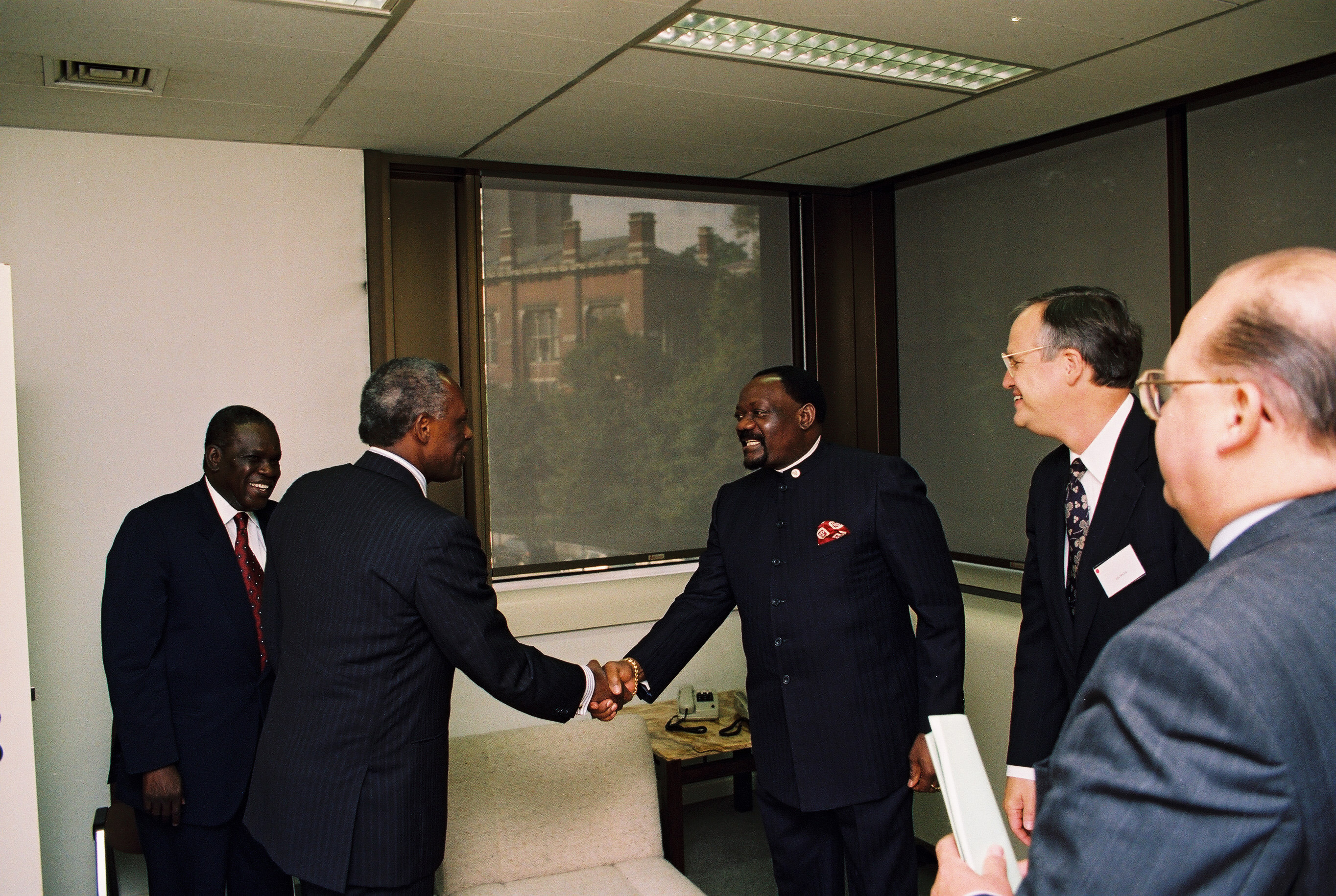
Aperto de mãos entre José Eduardo dos Santos e Savimbi em 1995 durante conversações para um acordo de paz.

Em 1992, aquando das primeiras eleições (legislativas e presidenciais) em Angola, Savimbi participou, sendo o seu partido, a UNITA, derrotado nas eleições legislativas. Ao não aceitar o resultado das mesmas, optou novamente pelo caminho da guerra, perpetuando a guerra civil. Quanto à eleição presidencial, a segunda volta não se realizou devido ao recomeço do conflito armado — a terceira fase da guerra civil. Os percalços que custaram sua eleição e a de seu partido foram as denúncias das mortes de Tito Chingunji e de Wilson dos Santos, bem como seu próprio comportamento verborrágico e belicoso durante a campanha em que chegou a declarar, poucos dias antes da votação, que haveria fraude caso a vitória de seu projeto de poder não se confirmasse nas urnas, garantindo uma reação militar das FALA em caso de derrota. A declaração, uma ameaça de retorno à guerra, é apontada como um dos maiores fatores de sua derrota.
Em 1994, Savimbi fez concessões no Protocolo de Lusaca, depois de meses de negociações, e aceitou desmobilizar as suas forças, mas não as desarmou, com o objectivo de conseguir manter seu capital político. O processo de tentativa de pacificação, que durou quatro anos, foi marcado por acusações e adiamentos. Nesse período, muitos membros da UNITA deslocaram-se para Luanda e integraram o Governo de Unidade e Reconciliação Nacional (GURN) e para constituir uma bancada minoritária na Assembleia Nacional. Estas e outras dissidências internas acabaram por separar o braço armado do braço político surgindo dessa forma a UNITA Renovada, em setembro de 1998.
Em 24 de julho de 1999, o governo emitiu um mandado de prisão contra Jonas Savimbi por "rebelião armada, sabotagem e assassínio". O estatuto jurídico da UNITA foi cancelado, e repassado à UNITA Renovada, controlada pelo deputado Eugénio Manuvakola. Esses eventos marcaram a quarta e última etapa da guerra civil. Jamba cairia em dezembro do mesmo ano, com Savimbi sendo obrigado a mover a base e centro de poder do partido para Munhango, sua terra natal.
Cercado pelas forças especiais do governo a partir de 2000, Savimbi, com o seu quartel-general e destacamento de comando com António Sebastião Dembo, Paulo Lukamba Gato e Abílio Kamalata Numa, entrou em regime nómada. O plano principal era criar uma distração e mudar o centro de comando para o território da Zâmbia, ali reagrupar e invadir novamente Angola.

## Morte
Em fevereiro de 2002, Savimbi, juntamente com as forças especiais de Dembo, empreendeu uma travessia arriscada pela província do Moxico, sendo caçado pelas forças especiais governamentais do general Carlitos Simão Wala no vale do rio Luvuei. Foi morto em combate a 22 de fevereiro de 2002, perto da vila-comuna de Lucusse, pertencente ao município de Moxico-Luena, na província do Moxico, após uma longa perseguição efectuada pelas Forças Armadas Angolanas. Recebeu quinze tiros e morreu com uma arma na mão. Foi substituído no comando do partido e da autoproclamada República Popular Democrática de Angola por António Dembo.
Em 2008, Francisco Lopes Gonçalves Afonso "Hanga", então comandante da Força Aérea Nacional de Angola, declarou sobre a morte de Savimbi: "Havia algo verdadeiramente mágico neste homem. Portanto, destruindo-o, não derrotamos a UNITA, libertamos a organização do seu feitiço".

### Enterro e reenterro
Jonas Savimbi foi originalmente enterrado na cidade de Luena, capital provincial do Moxico. No seu túmulo, com a aprovação das autoridades, foi instalada uma placa memorial em bronze.
A 3 de janeiro de 2008 um grupo de jovens militantes do MPLA cometeu um acto de vandalismo no túmulo. Os jovens foram detidos pela polícia e sofreram punição administrativa. Desde então reacendeu-se o problema político acerca da questão do reenterro de Jonas Savimbi que, de acordo com a UNITA, deveria seguir a tradição tribal. O corpo deveria ser levado de Luena ao Andulo, onde estão enterrados os seus ancestrais e familiares. A decisão final foi tomada numa reunião entre o líder da UNITA, Isaías Samakuva, e o presidente angolano João Lourenço, a 30 de maio de 2019.
O sepultamento ocorreu no dia 1 de junho de 2019 na vila de Lopitanga, pertencente ao município do Andulo. Na cerimónia fúnebre, Isaías Samakuva anunciou que o luto por Savimbi terminava apenas a partir daquele momento. O ato de reenterro foi visto como um "gesto de boa vontade à UNITA" por parte do Presidente Lourenço.

## Vida pessoal
Savimbi teve 30 relacionamentos diferentes, entre esposas e amantes. Teve vários filhos de muitas mulheres e relacionamentos diferentes.
- Sua primeira companheira foi Estela Maungo, uma mulher sul-africana de cuja relação nasceram Nanike Sakaita, Helena Ndumbu Sakaita e Rosa Chikumbu Malheiro.[33]
- Seu primeiro casamento formal foi com Vinona Savimbi com quem teve os filhos Araújo Domingos Sakaita e Anacleto Kajita Ululi Sakaita.[33] Savimbi ordenou o assassinato de Vinona em 1984.[33]
- Após o assassinato de Waldemar Pires Chindondo (ordenado pelo próprio Savimbi), a sua esposa Alda Juliana "Aninhas" Paulo Sachiambo e o filho Pedro Sachiambo Pepé Sakaita passaram a fazer parte do clã Savimbi.[33] Aninhas chegou a ser eleita presidente da Liga da Mulher Angolana, ala feminina da UNITA.[33]
- Outro relacionamento foi com Ana Paulino Savimbi enquanto ainda noiva de um de seus principais auxiliares, Tito Chingunji. Ambos foram assassinados (ela enterrada viva) por Savimbi. Da relação entre Jonas Savimbi e Ana Paulino nascerem cinco filhos, notoriamente a Dório de Rolão Preto Sakatu Sakaita.[33]
- Também teve relacionamento Raquel "Romy" Matos, sobrinha de Ana Paulino e esposa de Tito Chingunji. Romy também foi morta por Savimbi.[33]
- Com Navimibi Matos teve a filha Celita Navimbi Sakaita. Navimbi Matos morreu em 1981, queimada viva, nos episódios do Setembro Vermelho.[33]
- Com Sandra Kalufelo, ainda uma adolescente, teve um filho. Sandra seria a responsável pela intriga que levou a morte da tia, Ana Paulino Savimbi.[33]
- Com Catarina Massanga (apelidada de "Mãe Catarina") teve o filho Rafael Massanga Sakaita Savimbi.[33]
- Com Cândida "Gato" (foi esposa de Beto Gato, irmão de Paulo Lukamba Gato) teve uma filha.[33]
- Teve relacionamento também com Joana, que foi morta por ter transmitido a Savimbi uma infecção sexualmente transmissível.[33]
- Teve relacionamento também com Eunice Sapassa, depois acusada de feitiçaria e morta no processo Setembro Vermelho.[33]
- Teve relacionamento também com Gina Cassanje, morta por ciúmes.[33]
- Teve relacionamento também com Cândida, que foi morta por suspeita de traição amorosa.[33]
- Teve relacionamento também com Sessa Puna (ex-esposa de Miguel N'Zau Puna), morta por supostamente ter servido de intermediária entre Cândida e o possível amante.[33]
- Com Edna Álvaro teve um filho.[33]
- Teve relacionamento também com Tina Brito, uma mestiça, morta por fuzilamento por se ter recusado a provocar um aborto, pois Savimbi não queria filhos mestiços.[33]
- Teve relacionamento também com Aurora Katalayo (viúva do militante da UNITA Mateus Katalayo, que Savimbi teria matado alguns anos antes). Ela e seu filho de quatro anos foram queimados vivos, no Setembro Vermelho, acusados de feitiçaria.[52]
- Também teve relacionamento com Valentina Seke, Catarina Natcheya, Teresa Escurinha, Alzira Mestiça de Calulo, Domingas Pedro, Olinda Kulanda, Etelvina Vasconcelos, Lúcia Wandy Lutukuta, Mizinha Chipongue, Chica da Brinde, Elsa Matias, Kwayela Moreira e Maria Ekulika.[33]

## Legado
Os filhos exilados de Savimbi processaram, na justiça francesa, a fabricante Activision Blizzard responsável pelo videogame Call of Duty: Black Ops II por difamação ao representá-lo como um "bárbaro". A família estava pedindo, à época (2016), 1 milhão de euros em danos. A família perdeu a batalha na justiça, que considerou que o processo continha falhas processuais e que eles não tinham jurisdição sobre o caso.
Por ter lutado no processo de descolonização liderando um dos movimentos de libertação nacional, Jonas Savimbi é tido como uma das maiores personalidades de Angola no século XX.